# Saint-Benoît (illa de la Reunió)
Saint-Benoît és un municipi de l'illa de la Reunió. L'any 2006 tenia 33.187 habitants. Limita amb els municipis de Bras-Panon, Cilaos, L'Entre-Deux, La Plaine-des-Palmistes, Sainte-Rose, Salazie i Tampon.

## Demografia
| 1968                                       | 1975   | 1982   | 1990   | 1999   | 2006   |
| ------------------------------------------ | ------ | ------ | ------ | ------ | ------ |
| 19.942                                     | 21.658 | 23.541 | 26.187 | 31.560 | 33.187 |
| Des de 1962: població sense dobles comptes |        |        |        |        |        |

## Administració
| Període   | Identitat                     | Partit |
| --------- | ----------------------------- | ------ |
| 1947-1956 | Jean Champierre de Villeneuve |        |
| 1956-1971 | David Moreau                  |        |
| 1971-1977 | André Duchemann               |        |
| 1977-1983 | David Moreau                  |        |
| 1983-1999 | Jean-Claude Fruteau           | PS     |
| 1999-2001 | Philippe Le Constant          |        |
| 2001-2008 | Bertho Audifax                | UMP    |
| 2008-     | Jean-Claude Fruteau           | PS     |

## Agermanaments
- Quatre Bornes